# Stuart Adamson
William Stuart Adamson (Manchester, 11 aprile 1958 – Honolulu, 16 dicembre 2001) è stato un cantautore e chitarrista britannico.

## Biografia
Nato a Manchester da genitori entrambi scozzesi, ha vissuto proprio in Scozia, a Dunfermline fin da piccolo.
Nel 1977 ha fondato il gruppo The Skids. Il più grande successo di questa band è rappresentato dal brano Into the Valley (1980). La cover di The Saints Are Coming è stata interpretata da U2 e Green Day negli anni 2000.
Contestualmente alla fine dell'esperienza Skids, nei primissimi anni '80 Adamson fonda il gruppo Big Country insieme a Bruce Watson. Il gruppo ha esordito nel 1983 con l'album The Crossing, che ha riscosso un ottimo successo anche negli Stati Uniti. La band con Adamson è rimasta in attività fino al 2000.
Nel 1996 si è trasferito a Nashville. Nel 2001 esce un album inciso con un gruppo alternative country chiamato The Raphaels.
È morto suicida nel 2001 mentre si trovava alle Hawaii.